# Giuseppe Biava
Giuseppe Biava (Seriate, 8 mei 1977) is een Italiaans voormalig betaald voetballer die bij doorgaans als centrale verdediger speelde. Tussen 1995 en 2015 was hij actief namens Albinese, UC AlbinoLeffe, AS Biellese, US Palermo, Genoa CFC, SS Lazio en Atalanta Bergamo.

## Clubcarrière
Biava speelde bij Albinese en was later actief voor de club waar Albinese in fuseerde, UC AlbinoLeffe. In 2000 werd hij voor een seizoen verhuurd aan AS Biellese. In 2004 werd de verdediger overgenomen door US Palermo, waar hij direct een vaste plaats kreeg in de basisopstelling van Francesco Guidolin. In juni 2008 kocht Genoa CFC Biava van Palermo en hij werd al snel een vaste waarde daar, waar hij speelde met Salvatore Bocchetti. Begin 2010 stond hij onder nadrukkelijke interesse van SS Lazio, dat hem aantrok. In Rome vormde hij een duo met André Dias. In 2013 won hij met Lazio de Coppa Italia. In 2014 verkaste de centrumverdediger naar Atalanta Bergamo. Voor die club speelde hij nog achttien wedstrijden, voor hij in de zomer van 2015 stopte met voetballen.

## Erelijst
Lazio
- Coppa Italia

2012/13